# 2005-ös Formula–1 spanyol nagydíj
A spanyol nagydíj volt a 2005-ös Formula–1 világbajnokság ötödik futama, amelyet 2005. május 8-án rendeztek meg a spanyol Circuit de Catalunyán, Montmelóban.

## Időmérő
Räikkönen az összesített 2:31,421-es idővel megszerezte az első helyet Webber és a hazai közönség előtt autózó Alonso előtt.
| Helyezés | Versenyző            | Csapat/Motor      | Összetett idő | Különbség |
| -------- | -------------------- | ----------------- | ------------- | --------- |
| 1        | Kimi Räikkönen       | McLaren-Mercedes  | 2:31.421      | –         |
| 2        | Mark Webber          | Williams-BMW      | 2:31.668      | + 0.247   |
| 3        | Fernando Alonso      | Renault           | 2:31.691      | + 0.270   |
| 4        | Ralf Schumacher      | Toyota            | 2:31.917      | + 0.496   |
| 5        | Jarno Trulli         | Toyota            | 2:31.995      | + 0.574   |
| 6        | Giancarlo Fisichella | Renault           | 2:32.830      | + 1.409   |
| 7        | Juan Pablo Montoya   | McLaren-Mercedes  | 2:33.472      | + 2.051   |
| 8        | Michael Schumacher   | Ferrari           | 2:33.551      | + 2.030   |
| 9        | David Coulthard      | Red Bull-Cosworth | 2:34.168      | + 2.747   |
| 10       | Felipe Massa         | Sauber-Petronas   | 2:34.224      | + 2.803   |
| 11       | Vitantonio Liuzzi    | Red Bull-Cosworth | 2:35.302      | + 3.881   |
| 12       | Jacques Villeneuve   | Sauber-Petronas   | 2:36.480      | + 5.059   |
| 13       | Narain Karthikeyan   | Jordan-Toyota     | 2:39.268      | + 7.847   |
| 14       | Tiago Monteiro       | Jordan-Toyota     | 2:39.943      | + 8.522   |
| 15       | Christijan Albers    | Minardi-Cosworth  | 2:41.141      | + 9.720   |
| 16       | Patrick Friesacher   | Minardi-Cosworth  | 2:42.759      | + 11.338  |
| 17       | Nick Heidfeld        | Williams-BMW      | 1:15.038      |           |
| 18       | Rubens Barrichello   | Ferrari           | 1:15.746      |           |

## Futam
A verseny a rajt utáni biztonsági autós szakasszal kezdődött, miután a két Minardinak rajtproblémáik voltak. Räikkönen a versenyen dominálva győzött az élről indulva. Fisichelláé lett a leggyorsabb kör (1:15,641). Alonso második, Trulli harmadik, Ralf Schumacher negyedik, Fisichella ötödik, Webber hatodik, Montoya hetedik, Coulthard nyolcadik lett. Michael Schumacher a 46. körben defekt miatt kiesett.
| Helyezés | Rajtszám | Versenyző            | Csapat/Motor      | Futott kör | Idő/Kiesés oka | Rajthely | Pont |
| -------- | -------- | -------------------- | ----------------- | ---------- | -------------- | -------- | ---- |
| 1        | 9        | Kimi Räikkönen       | McLaren-Mercedes  | 66         | 1h27:16.830    | 1        | 10   |
| 2        | 5        | Fernando Alonso      | Renault           | 66         | + 27.652       | 3        | 8    |
| 3        | 16       | Jarno Trulli         | Toyota            | 66         | + 45.947       | 5        | 6    |
| 4        | 17       | Ralf Schumacher      | Toyota            | 66         | + 46.719       | 4        | 5    |
| 5        | 6        | Giancarlo Fisichella | Renault           | 66         | + 57.936       | 6        | 4    |
| 6        | 7        | Mark Webber          | Williams-BMW      | 66         | + 1:08.542     | 2        | 3    |
| 7        | 10       | Juan Pablo Montoya   | McLaren-Mercedes  | 65         | + 1 kör        | 7        | 2    |
| 8        | 14       | David Coulthard      | Red Bull-Cosworth | 65         | + 1 kör        | 9        | 1    |
| 9        | 2        | Rubens Barrichello   | Ferrari           | 65         | + 1 kör        | 16       |      |
| 10       | 8        | Nick Heidfeld        | Williams-BMW      | 65         | + 1 kör        | 17       |      |
| 11       | 12       | Felipe Massa         | Sauber-Petronas   | 63         | Defekt         | 10       |      |
| 12       | 18       | Tiago Monteiro       | Jordan-Toyota     | 63         | + 3 kör        | 18       |      |
| 13       | 19       | Narain Karthikeyan   | Jordan-Toyota     | 63         | + 3 kör        | 13       |      |
| Ki       | 11       | Jacques Villeneuve   | Sauber-Petronas   | 51         | Motorhiba      | 12       |      |
| Ki       | 1        | Michael Schumacher   | Ferrari           | 46         | Defekt         | 8        |      |
| Ki       | 21       | Christijan Albers    | Minardi-Cosworth  | 19         | Váltóhiba      | 14       |      |
| Ki       | 20       | Patrick Friesacher   | Minardi-Cosworth  | 11         | Kicsúszás      | 15       |      |
| Ki       | 15       | Vitantonio Liuzzi    | Red Bull-Cosworth | 9          | Kicsúszás      | 11       |      |

## A világbajnokság élmezőnyének állása a verseny után
| H | Versenyzők           | Pont | H | Konstruktőrök    | Pont |
| - | -------------------- | ---- | - | ---------------- | ---- |
| 1 | Fernando Alonso      | 44   | 1 | Renault          | 58   |
| 2 | Jarno Trulli         | 26   | 2 | Toyota           | 40   |
| 3 | Kimi Räikkönen       | 17   | 3 | McLaren-Mercedes | 37   |
| 4 | Giancarlo Fisichella | 14   | 4 | Williams-BMW     | 21   |
| 5 | Ralf Schumacher      | 14   | 5 | Ferrari          | 18   |

## Statisztikák
Vezető helyen:
- Kimi Räikkönen: 66 (1-66)

Kimi Räikkönen 3. győzelme, 4. pole-pozíciója, Giancarlo Fisichella 2. leggyorsabb köre.
- McLaren 139. győzelme.